# Edin Pezerović
Edin Pezerović (* 14. Dezember 1973 in München) ist ein bosnisch-deutscher Schachspieler.

## Leben
Pezerović Eltern kommen aus Bosnien und Herzegowina. Pezerović wuchs in München auf. Das Schachspiel hat er von seinem Vater gelernt. Bei der FIDE war er zunächst für den jugoslawischen Schachverband gemeldet, ab 1993 für den bosnischen Schachverband, 2002 wechselte er zum Deutschen Schachbund.
Vereinsschach spielte er in der deutschen Schachbundesliga für den Münchener SC 1836 in den Spielzeiten 1988/89, 1992/93, 1993/94, 1994/95 und 1995/96 (mit IM-Norm), für Bayern München in der Spielzeit 1991/92 und für den TV Tegernsee in den Spielzeiten 1999/2000 und 2000/01. Mit Bayern München gewann er 1991/92 die deutsche Mannschaftsmeisterschaft.
Der Titel Internationaler Meister wurde ihm im Jahr 2001 verliehen.
Er ist hauptberuflich Schachtrainer, FIDE-Trainer und A-Trainer des Deutschen Schachbundes. Er trainiert regelmäßig den D1- bis D4-Kader der Bayerischen Schachjugend.